# Ronald Ryan
Ronald Joseph Ryan (* 21. Februar 1925 in Carlton, Melbourne, Viktoria in Australien; † 3. Februar 1967 im Pentridge-Gefängnis in Melbourne) war der letzte Australier, dessen Todesurteil durch Erhängen vollstreckt wurde. Die Vollstreckung dieses Todesurteils wird als Ausgangspunkt zur Abschaffung der Todesstrafe in Australien gewertet. Es tauchen allerdings auch immer wieder Zweifel an der Schuld von Ryan auf.

## Kindheit
Ronald Ryan war der einzige Sohn von John Ronald Ryan, ein früh invalider Bergarbeiter, und seiner Frau Eveline Cecilia Thompson, eine Hauswirtschafterin. Die Kindheit von Ronald Ryan war von der Armut, dem Alkoholismus und den Krankheiten der Eltern geprägt. Von seinem Vater wurde er körperlich misshandelt und von seiner Mutter nicht angenommen bzw. abgelehnt. Er kam in eine Schule für verwahrloste und missratene Kinder der Salesianer. Dort fand er sich zunächst gut zurecht. Dies änderte sich. Nach mehreren misslungenen Versuchen gelang ihm am 9. September 1939 die Flucht nach Balranald in New South Wales. Dort nahm er eine Arbeit auf und ließ sich nichts zuschulden kommen.

## Straftaten
1948 ging Ronald Ryan nach Melbourne zurück und war dort im Jahr 1950 als Lagerarbeiter beschäftigt. Am 4. Februar heiratete er Dorothy Janet George, eine Sekretärin.
1953 wurde Ryan wegen Brandstiftung angeklagt und freigesprochen. Zur Begleichung seiner Spielschulden stellte er 1956 gefälschte Schecks aus. Er kam ohne Strafe davon, weil er eine Wohlverhaltenserklärung abgab und eine Arbeit aufnahm. Ab dem Jahr 1959 wurde er zum Schwerverbrecher, der eine Bande von Dieben anführte. Er wurde im April 1960 mit drei Komplizen verhaftet und eingekerkert. Er und drei Gefangene flohen. Wenige Tage danach wurden sie gefasst. Am 17. Juni 1960 wurde er zu 8 ½ Jahren Gefängnis verurteilt, wobei ihm acht Einbrüche und Diebstähle nachgewiesen wurden.
Im August 1963 kam er wegen guter Führung frei. Nach einer Reihe von Diebstählen und Tresoraufbrüchen wurde er am 13. November 1964 erneut zu 8 ½ Jahren Haft verurteilt. Seine Frau ließ sich kurz darauf scheiden. Ryan und Peter John Walker flohen aus dem Pentridge-Gefängnis am 19. Dezember 1965, wobei Ryan den Gefängniswärter George Hodson erschossen haben soll. Auf ihrer Flucht raubten sie eine Bank aus. Walker erschoss am 24. Dezember Arthur James Henderson, einen Komplizen der Geflüchteten.

## Strafvollzug
Beide Geflüchteten wurden am 5. Januar 1966 in Sydney gefasst. Ryan wurde wegen Mordes schuldig gesprochen und zum Tode durch Erhängen verurteilt. Sein Komplize Walker erhielt eine langjährige Haftstrafe. Ryans Anträge auf Begnadigung wurden abgelehnt, das Todesurteil am 3. Februar 1967 vollstreckt.

## Bewegung gegen die Todesstrafe
Am Tag vor seiner Hinrichtung versammelten sich etwa 3000 Menschen vor dem Pentrigde-Gefängnis, in dem Ryan hingerichtet werden sollte. Sie protestierten gegen die Todesstrafe, daraufhin entstand eine australienweite Bewegung gegen Todesurteile.
Es war das letzte vollstreckte Todesurteil in Australien. Im Bundesstaat Victoria wurde die Todesstrafe 1975 abgeschafft, als letzter australischer Bundesstaat folgte Western Australia im Jahr 1984.

## Mediale Wirkung
Über das Leben und Schicksal von Ronald Ryan sind mehrere Bücher und zahlreiche Aufsätze in Büchern publiziert worden, ferner wurde das Thema in Theaterstücke und TV-Verfilmungen aufgenommen.

### Bücher
- Mike Richards: The Hanged Man – The Life and Death of Ronald Ryan, Scribe Publications, Melbourne 2002. ISBN 0-908011-94-6

### Theater
- The Blood of Helmut Lange – The Unjustified Execution of Ronald Ryan, The Factory Theatre Crime Scenes
- Remember Ronald Ryan: A Dramatic Play by Barry Dickens, Currency Press, Sydney, 1994, ISBN 0-86819-392-5

### TV-Filme
- The Last Man Hanged (1993), Dokumentation, Australian Broadcasting Corporation
- The Last Of The Ryans (1997), TV, Crawford Productions
- Beyond Reasonable Doubt – The Case of Ronald Ryan (1977), Dokumentationsserie, Australian Film Commission
- Odd Man Out – The Story of Ronald Ryan, three-part, Miniserie
- Who Hung Ronald Ryan? (1987), Australian Broadcasting Corporation, Dokumentarfilm, 1987